# Adolfo Nicolás
Adolfo Nicolás Pachón, né le 29 avril 1936 à Villamuriel de Cerrato (Palencia) et mort le 20 mai 2020 à Tokyo au Japon, est un prêtre jésuite espagnol, 30e supérieur général de la Compagnie de Jésus de 2008 à 2016.

## Biographie

### Jeunesse et formation
Adolfo Nicolás est le fils d'un militaire espagnol, le troisième d'une fratrie de quatre garçons. Après des études secondaires au collège jésuite de Areneros à Madrid, il entre au noviciat de Aranjuez le 15 septembre 1953. Poursuivant une formation traditionnelle jésuite, il obtient en 1960 la licence en philosophie à l'université d'Alcalá de Henares. 
À sa demande, il est envoyé au Japon, où il consacre d'abord une année entière à l'étude de la langue et culture japonaise. À partir de 1964, il suit un enseignement de théologie à l'université Sophia de Tokyo. C'est dans cette ville qu'il est ordonné prêtre le 17 mars 1967. 
En 1968, il revient en Europe où il passe trois ans (1968-1971) pour y obtenir, à l’université grégorienne de Rome un doctorat en théologie avec une thèse sur la Théologie du progrès humain. Il y étudie quelques théologiens parmi les plus influents du concile Vatican II: Gustave Thils,  Jean Daniélou, Karl Rahner, Jean-Baptiste Metz, etc.

### Un missionnaire en Asie
Rentré au Japon, Adolfo Nicolás enseigne alors la théologie systématique à l'université Sophia. En 1978, il est nommé directeur de l'institut pastoral de Manille aux Philippines, jusqu'en 1984. De nouveau au Japon, il est nommé supérieur de la communauté des étudiants jésuites à Tokyo (1991 à 1993) avant de devenir le Supérieur provincial des Jésuites du Japon, poste qu'il occupe jusqu'en 1999.
Il passe alors trois ans dans une paroisse auprès des émigrants philippins et asiatiques pauvres de Tokyo, tout en continuant son enseignement théologique à l'université de Sophia. En 2004, il devient modérateur de la conférence des Provinciaux jésuites d'Asie Orientale et Océanie, supervisant les travaux de celle-ci alors qu'elle vit globalement une croissance dans ce continent.
De langue maternelle espagnole, Adolfo Nicolás parle également le japonais, l'anglais, l'italien, le catalan et le français.

### Positions publiques
Adolfo Nicolás est féru de culture asiatique et est passionné par la justice sociale. En 1998, il s'est opposé au Vatican quand plusieurs évêques asiatiques et lui réclamèrent davantage d'autorité pour les églises locales dans les décisions de l'Église. Concernant l'Asie, il a également déclaré qu'« [elle] a encore beaucoup à offrir à l'Église, à l'entièreté de l'Église, mais nous ne l'avons pas encore fait. Peut-être n'avons-nous pas été assez courageux ou n'avons-nous pas pris les risques que nous aurions dû prendre ».
Il a également exprimé sa méfiance à l'encontre des missionnaires incapables de s'extraire de leur culture d'origine pour rentrer dans la vie des gens : « Pour eux, il ne s'agit pas d'échanger mais il s'agit d'enseigner et d'imposer l'orthodoxie » affirmant que « ceux qui entrent dans la vie des gens commencent à questionner leurs propres positions très radicalement ».
À propos des universités, il estime que « la plus importante responsabilité sociale d'une université est de promouvoir la justice à tous les niveaux : dans les relations individuelles, dans les organisations et aussi dans les sociétés où elle agit, avec une vision qui soit aussi locale que globale. Une justice qui doit intégrer... la justice environnementale, la dimension des genres et la coexistence humaine dans un monde multiculturel. »

### Compagnie de Jésus

#### Réactions à son élection
Certaines sources jésuites estiment qu'Adolfo Nicolás est « dans la ligne de Pedro Arrupe » dont ils ont fêté le centenaire de la naissance en 2007 : « c'est comme si la Compagnie de Jésus voulait réaffirmer une fois encore son caractère missionnaire et son engagement auprès de tous les peuples et cultures ».
Lors des quatre dernières élections (Janssens, Arrupe, Kolvenbach et plus récemment Nicolás), les électeurs ont choisi systématiquement hors du groupe des collaborateurs immédiats du prédécesseur, indiquant ainsi chaque fois un désir de changement et de renouveau dynamique. Également, les trois derniers (Arrupe, Kolvenbach et Nicolas) sont des hommes ayant une « double culture » : européenne et asiatique. C'est significatif de l'« universalisme » croissant de la compagnie qui, perdant de l'influence en Europe (chute drastique des vocations jésuites), se tourne vers d'autres continents, en particulier l'Asie et l'Inde, où elle est en progression. La Compagnie de Jésus qui comptait un effectif de 36 000 jésuites en 1965 passe sous le généralat du P. Nicolás d'un peu plus de 21 000 à moins de 16 000 jésuites.

#### Démission
A l'occasion de la 36e congrégation générale de la Compagnie, le Père Adolpho, alors âgé de 80 ans, présente sa démission du poste de supérieur de la Compagnie. Sa démission est acceptée officiellement le lundi 3 octobre 2016 et c'est le père Arturo Sosa, jésuite vénézuélien, qui lui succède le 14 octobre suivant.

### Mort
Adolfo Nicolás est mort à Tokyo le 20 mai 2020. C'est dans cette ville qu'il avait reçu l’onction sacerdotale en 1967.

## Synode des évêques
Le 9 septembre 2014, il est nommé par le pape François, père synodal pour la troisième assemblée générale extraordinaire du synode des évêques sur la famille se déroulant du 5 au 19 octobre en qualité d'élu de par l’Union des supérieurs généraux.